# Alleanza Democratica (Portogallo 2024)
L'Alleanza Democratica (in portoghese Aliança Democrática; AD) è una coalizione elettorale portoghese di centro-destra fondata il 21 dicembre 2023 in vista delle elezioni legislative dell'anno successivo da parte del Partito Socialdemocratico (PPD/PSD), del CDS - Partito Popolare (CDS-PP) e del Partito Popolare Monarchico (PPM).
L'alleanza riprese il nome da un'analoga coalizione composta da PSD, CDS-PP e PPM, attiva tra il 1979 e il 1980.

## Storia
Alle elezioni parlamentari del 2022, il PSD, il CDS-PP e il PPM hanno dato vita alla coalizione "Alleanza Democratica" solo nella circoscrizione delle Azzorre.
La coalizione venne rifondata a livello nazionale nel novembre del 2023 per concorrere alle elezioni parlamentari del 2024 in cui la composizione si divide in: PSD, CDS-PP, PPM: il primo ottenne 76 seggi, il secondo 3 seggi, mentre il terzo non ottenne alcun parlamentare. La coalizione arrivò prima alle elezioni con un totale di 80 seggi.

## Risultati elettorali
| Anno | Voti      | %           | +/-  | Seggi    | +/- | Status      |
| ---- | --------- | ----------- | ---- | -------- | --- | ----------- |
| 2024 | 1.811.478 | 29,5 (1º)   | 0,5  | 80 / 230 | 3   | Maggioranza |
| 2025 | 2.008.488 | 33,15% (1º) | 3,65 | 91 / 230 | 11  | Maggioranza |

### Elezioni Europee
| Anno | Voti      | %         | +/- | Seggi  | +/- |
| ---- | --------- | --------- | --- | ------ | --- |
| 2024 | 1.229.895 | 31,1 (2º) |     | 7 / 20 |     |

### Assemblee regionali
| Anno | Voti   | %         | +/- | Seggi   | +/- | Status      |
| ---- | ------ | --------- | --- | ------- | --- | ----------- |
| 2024 | 48.672 | 42.1 (1º) |     | 27 / 56 |     | Maggioranza |

| Anno | Voti   | %         | +/- | Seggi   | +/- | Status      |
| ---- | ------ | --------- | --- | ------- | --- | ----------- |
| 2024 | 49.104 | 36.1 (1º) |     | 22 / 47 |     | Maggioranza |